# فرانك فولي
فرانك فولي هو سياسي كندي، ولد في 1 أبريل 1922، وتوفي في 8 أكتوبر 1981. انتخب عضو المجلس التشريعي من ساسكاتشوان.